# Anaciaeschna donaldi
Anaciaeschna donaldi là loài chuồn chuồn trong họ Aeshnidae. Loài này được Fraser mô tả khoa học đầu tiên năm 1922.